# 다카야마촌 (에히메현)
다카야마촌(高山村)은 에히메현 히가시우와군에 설치된 촌이다. 